# Uhličitan strontnatý
Uhličitan strontnatý je bílá, krystalická, hygroskopická, anorganická sloučenina se vzorcem SrCO3. V přírodě se vyskytuje jako minerál stroncianit.

## Výroba a reakce
Tuto látku je možno vyrábět reakcí hydroxidu strontnatého s oxidem uhličitým:

Sr(OH)2 + CO2 → SrCO3 + H2O

Tuto látku je možno vyrábět podvojnou záměnou, zejména reakcí dusičnanu strontnatého s uhličitanem sodným, reakce probíhá takto:

Sr(NO3)2 + Na2CO3 → SrCO3 + 2 NaNO3

Při této reakci se dá oddělit uhličitan od dusičnanu jednoduchou filtrací. Uhličitan strontnatý je velice málo rozpustný, zatímco dusičnan sodný je dobře rozpustný ve vodě.

Tato látka se při zahřívání na asi 1290 °C rozpadá na oxid strontnatý a oxid uhličitý:

SrCO3 —t→ SrO + CO2

Tato látka může být využita na výrobu složitějších strontnatých solí. Stačí provést reakci dané kyseliny a uhličitanu strontnatého. Jako příklad může být chlorid strontnatý či dusičnan strontnatý, dle rovnice:

SrCO3 + 2HCl → SrCl2 + CO2 + H2O

SrCO3 + 2HNO3 → Sr(NO3)2 + CO2 + H2O

Ostatní soli se vytvářejí velice podobně.

## Využití

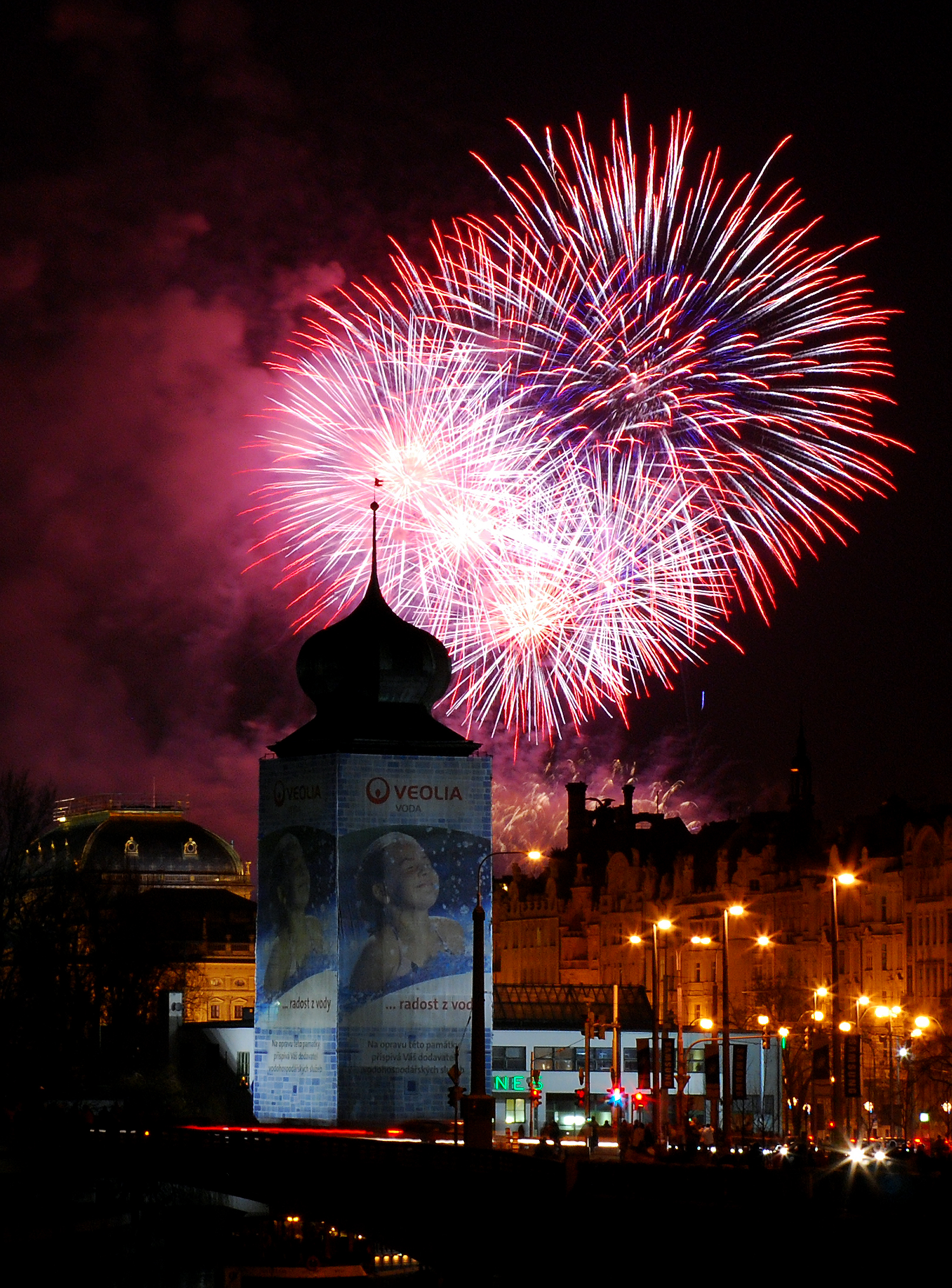
Ohňostroj v Praze, s nejvyšší pravděpodobností se sloučeninami stroncia

Podstatná část této látky se spotřebovává na výrobu pyrotechniky. Soli stroncia barví plamen do ostře červena, čehož se využívá u ohňostrojů. Někdy bývá nahrazeno levnějšími sloučeninami vápníku, které však nemají tak zářivou barvu. Tato látka se používá i na výrobu keramiky jako glazura.